# L'Ametlla de Mar
L'Ametlla de Mar (em catalão e oficialmente) ou La Ametlla de Mar (em castelhano), também conhecido como La Cala e, no passado como La Cala de l'Ametlla, é um município da Espanha na comarca do Baixo Ebro, província de Tarragona, comunidade autónoma da Catalunha. Tem 66,9 km² de área e em 2021 tinha 7 131 habitantes (densidade: 106,6 hab./km²).

## Demografia
| Variação demográfica do município entre 1991 e 2004 [carece de fontes?] | Variação demográfica do município entre 1991 e 2004 [carece de fontes?] | Variação demográfica do município entre 1991 e 2004 [carece de fontes?] | Variação demográfica do município entre 1991 e 2004 [carece de fontes?] |
| ----------------------------------------------------------------------- | ----------------------------------------------------------------------- | ----------------------------------------------------------------------- | ----------------------------------------------------------------------- |
| 1991                                                                    | 1996                                                                    | 2001                                                                    | 2004                                                                    |
| 4159                                                                    | 4341                                                                    | 5015                                                                    | 6032                                                                    |